# Giorgio Diritti
Giorgio Diritti (né le 21 décembre 1959 à Bologne, en Émilie-Romagne) est un réalisateur, scénariste et producteur italien.

## Filmographie
- 1989 : Cappello da marinaio (A Sailor's Hat)
- 1999 : Il denaro non esiste (documentaire TV)
- 2001 : Segno d'ombra
- 2002 : Con i miei occhi (documentaire)
- 2009 : Piazzáti
- 2005 : Le vent fait son tour (Il vento fa il suo giro)
- 2009 : L'Homme qui viendra (L'uomo che verrà)
- 2013 : Un giorno devi andare
- 2020 : Je voulais me cacher (Volevo nascondermi)
- 2023 : Lubo

## Distinctions
- Grand Prix au Festival du film italien d'Annecy 2006 pour Le vent fait son tour
- Prix du Jury au Festival international du film de Rome 2009 pour L'Homme qui viendra
- Prix David di Donatello 2010 pour L'Homme qui viendra
- David di Donatello 2021 : Meilleur réalisateur pour Je voulais me cacher